# Macondo (film)
Macondo è un film drammatico del 2014 diretto da Sudabeh Mortezai, presentato in concorso alla 64ª edizione del Festival di Berlino.

## Trama
Macondo è un insediamento di circa 3.000 profughi in attesa di asilo nella periferia industriale di Vienna, nascosto tra l'aeroporto, l'autostrada e le rive del Danubio. Tra loro vive Ramasan, undicenne arrivato dalla Cecenia con la madre e due sorelle più piccole. Suo padre è stato ucciso nel conflitto con i russi e Ramasan fa del suo meglio per prendersi cura della sua famiglia, ma l'arrivo di Isa, un commilitone di suo padre, sconvolgerà la sua esistenza.

## Distribuzione
Dopo l'anteprima del 14 febbraio 2014 al Festival internazionale del cinema di Berlino, il film è stato presentato al Festival Internazionale di Hong Kong (2 aprile), al Seattle International Film Festival (4 giugno), al Sydney Film Festival (11 giugno) e al Festival internazionale del cinema di Karlovy Vary (7 luglio).
Il 12 luglio 2014 è uscito in Francia, con il titolo Le petit homme, mentre in Austria è stato distribuito a partire dal 14 novembre.
Tra il 2014 e il 2015 è stato proiettato in numerosi altri festival internazionali, tra cui il Sarajevo Film Festival (18 agosto 2014), il BFI London Film Festival (12 ottobre 2014), il Festival internazionale del cinema di Abu Dhabi (25 ottobre 2014), la Viennale (29 ottobre 2014), il BUFF Film Festival di Malmö (11 marzo 2015) e il Cleveland International Film Festival (23 marzo 2015).

## Critica
David Rooney su The Hollywood Reporter definisce il primo lungometraggio di Sudabeh Mortezai «di modesta portata ma del tutto accattivante nell'umanesimo del suo approccio documentaristico, arricchito dalla compassione non sentimentale per i suoi personaggi», mentre Jessica Kiang del sito IndieWire giudica il film «un racconto sullo scontro culturale superlativamente coinvolgente», apprezzando in particolare la performance del giovane Ramasan Minkailov, definita "assolutamente sorprendente".
Più o meno dello stesso parere è Peter Debruge della rivista Variety, secondo il quale la regista austriaca (di origini iraniane) «fonde i molteplici fili del suo background in un approccio che appare intuitivo, autentico e nel complesso abbastanza accessibile».

## Riconoscimenti
- 2014 - Festival internazionale del cinema di Berlino
  - Nomination Orso d'oro per il miglior film
  - Nomination migliore opera prima
- 2014 - Hong Kong International Film Festival
  - Golden Firebird Award (Young Cinema) a Sudabeh Mortezai
  - Nomination premio FIPRESCI a Sudabeh Mortezai
- 2014 - BFI London Film Festival
  - Nomination Sutherland Award per la miglior opera prima a Sudabeh Mortezai
- 2014 - Sarajevo Film Festival
  - Premio CICAE a Sudabeh Mortezai
  - Nomination miglior film
- 2014 - Seattle International Film Festival
  - Nomination New Director's Showcase Award a Sudabeh Mortezai
- 2014 - Zurich Film Festival
  - Nomination Best Film in Focus Switzerland, Germany, Austria a Sudabeh Mortezai
- 2015 - Festival Premiers Plans d'Angers
  - Nomination Gran Premio della Giuria (film europei)
- 2015 - Austrian Film Award
  - Nomination miglior film a Sabine Moser e Oliver Neumann
  - Nomination miglior regia a Sudabeh Mortezai
  - Nomination miglior sceneggiatura a Sudabeh Mortezai
  - Nomination miglior fotografia a Klemens Hufnagl
  - Nomination miglior montaggio sonoro a Atanas Tcholakov e Bernhard Maisch